# María Zambrano (BS-22)
El María Zambrano (BS-22) es un remolcador de altura utilizado como buque de salvamento que pertenece a la Sociedad de Salvamento y Seguridad Marítima. Fue botado en los astilleros de la  Unión Naval de Valencia  en Valencia el 26 de octubre de 2007. Fue nombrado así en honor a María Zambrano Alarcón, filósofa y ensayista, discípula del famoso filósofo, José Ortega y Gasset. 

## El buque
A mediados de los años 2000, la Sociedad de Salvamento y Seguridad Marítima apuntó la necesidad de sustituir a la vetusta flota de buques contratados, por nuevos remolcadores en propiedad. Dentro del Plan Nacional de Salvamento para el periodo 2006-2009, se trazaron las directrices para la adquisición de siete nuevos remolcadores de entre 50 y 60 toneladas de tiro. Se presentó un concurso público para la adquisición de las primeras cuatro embarcaciones, con un presupuesto de 42 millones de euros.
El 12 de mayo de 2006, el Consejo de Ministros autorizó al Ministerio de Fomento a contratar el suministro de los primeros buques remolcadores, seleccionándose la oferta del proyecto B.31.14.06, presentado por la Unión Naval de Valencia. Este proyecto fue posteriormente denominado por la empresa como Tug Series UNV 660 SD, de los que se construyeron los 4 primeros buques, por un total de 40,92 millones de euros. Estas unidades fueron fabricadas en los astilleros que la empresa posee en el Puerto de Valencia.
Las dos primeras unidades, las María de Maeztu y María Zambrano, se botaron el 26 de octubre de 2007. La tercera unidad, la María Pita se botó el 19 de enero de 2008, en un acto que fue presidido por la que en aquel momento era Vicepresidenta Primera del Gobierno de España, María Teresa Fernández de la Vega. La última embarcación de esta primera serie, la Marta Mata fue botada el 23 de mayo de 2008.

### Buques de la clase
- María de Maeztu
- María Zambrano
- María Pita
- Marta Mata
- SAR Mastelero
- SAR Gavia
- SAR Mesana

- Datos: Q52378938
- Multimedia: IMO 9429106 / Q52378938